# Луврський палац
Луврський палац, в інших перекладах палац Лувру (фр. palais du Louvre), або просто Лувр — старовинний королівський замок у Парижі, перебудований у палац, розташований на правому березі Сени між садом Тюїльрі та церквою Сен-Жермен-л'Осеруа; головна виставкова частина однойменного музею — одного з найбагатших у світі мистецьких зібрань.
Зведення нинішньої будівлі Лувру тривало майже тисячоліття і невіддільне від історії міста Париж.

## Історія Лувру

### Походження слова
Першу фортецю Лувру побудовано за Філіппа-Августа в місці, прозваному «Люпара» (Lupara); походження слова невідоме. Можливо, воно споріднене з латинським «люпус» (lupus) і позначало місце проживання вовків.
Інша версія відносить походження слова «лувр» до мови тих франків, що були предками нинішніх французів: слово «lauer» або «lower» старофранцузькою означало «сторожова вежа».
Але схоже слово було й у мові тих німецьких племен, чия мова мала нелатинське походження. Французький історик Анрі Соваль (1623—1676) вважав, що слово «лувр» походить від «leovar, lovar, lover, leower ou lower», що означало «фортецю» або «укріплення».

### Середньовічний Лувр
Збираючись разом із Річардом Левове Серце в хрестовий похід, король Філіп-Август подбав огородити своє Місто (фр. Cité) від будь-яких зовнішніх атак, і особливо з боку своїх родичів та претендентів на трон Франції — Плантагенетів. Будівництво нової фортечної стіни почалося 1190 року і тривало 20 років. Одну з веж фортечної стіни, що впиралася в Сену, прозвали Луврською. Її двійника — вежу, що стояла на протилежному березі, — звали Нельською. Луг перед Луврською вежею став за наказом Філіпа-Августа місцем спорудження фортеці, яка в майбутньому перетворилася на королівський замок, а пізніше — на один із найзнаменитіших палаців світу. Фортечна стіна перетинала нинішній внутрішній двір Лувру (Квадратний двір), розташований у східній частині палацового комплексу; перша фортеця містилася в південно-західній частині Квадратного двору. Фортеця була свого часу практично неприступною. В її центральній частині стояв донжон тридцятиметрової висоти; фортецю захищали десять башт, зубчасті стіни товщиною 2,5 м з машикулями і наповнений водою рів із контрескарпами. У Луврі розміщувалися королівська скарбниця, в'язниця та арсенал; резиденція короля на той час залишалася в західній частині острова Сіте.

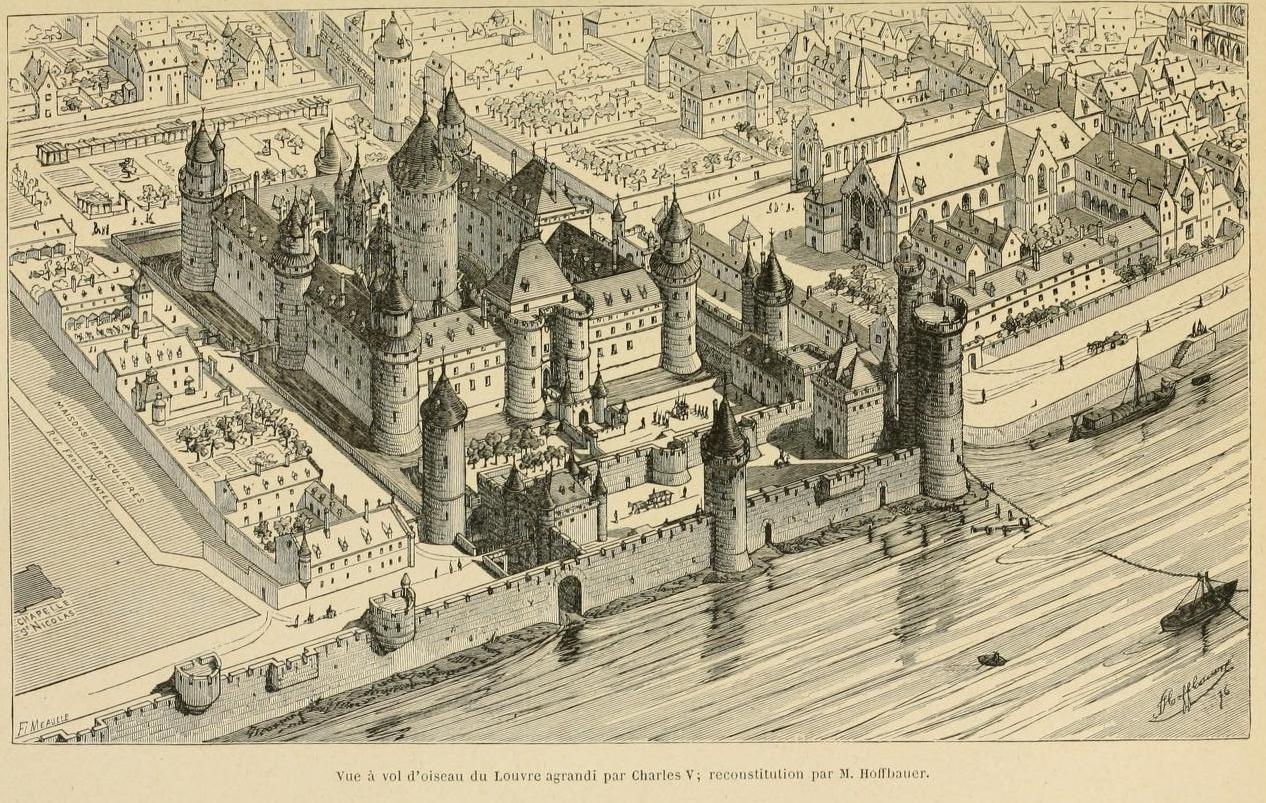
Лувр після перебудови Карлом V

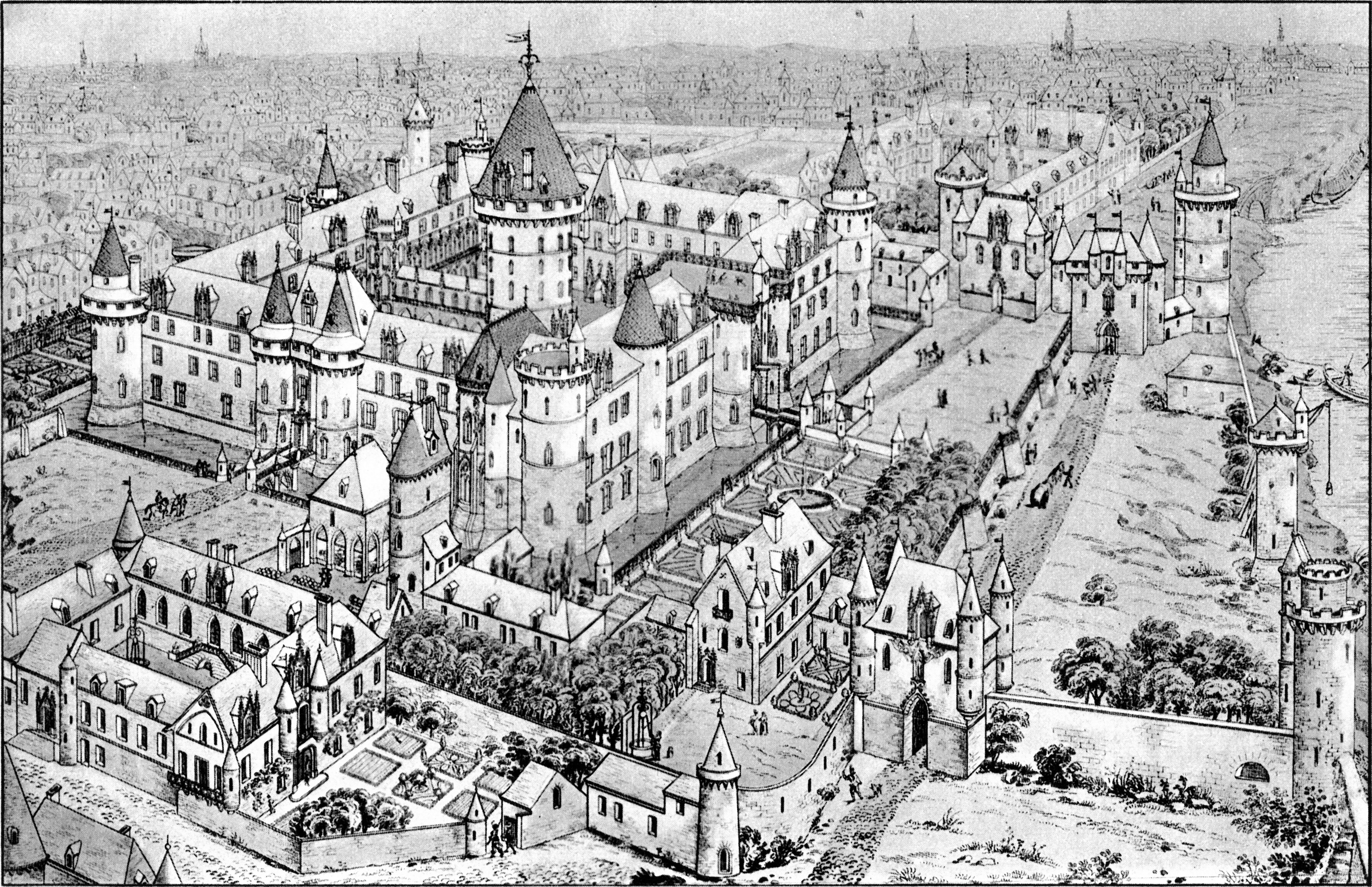
Лувр у 1380—1528 роках

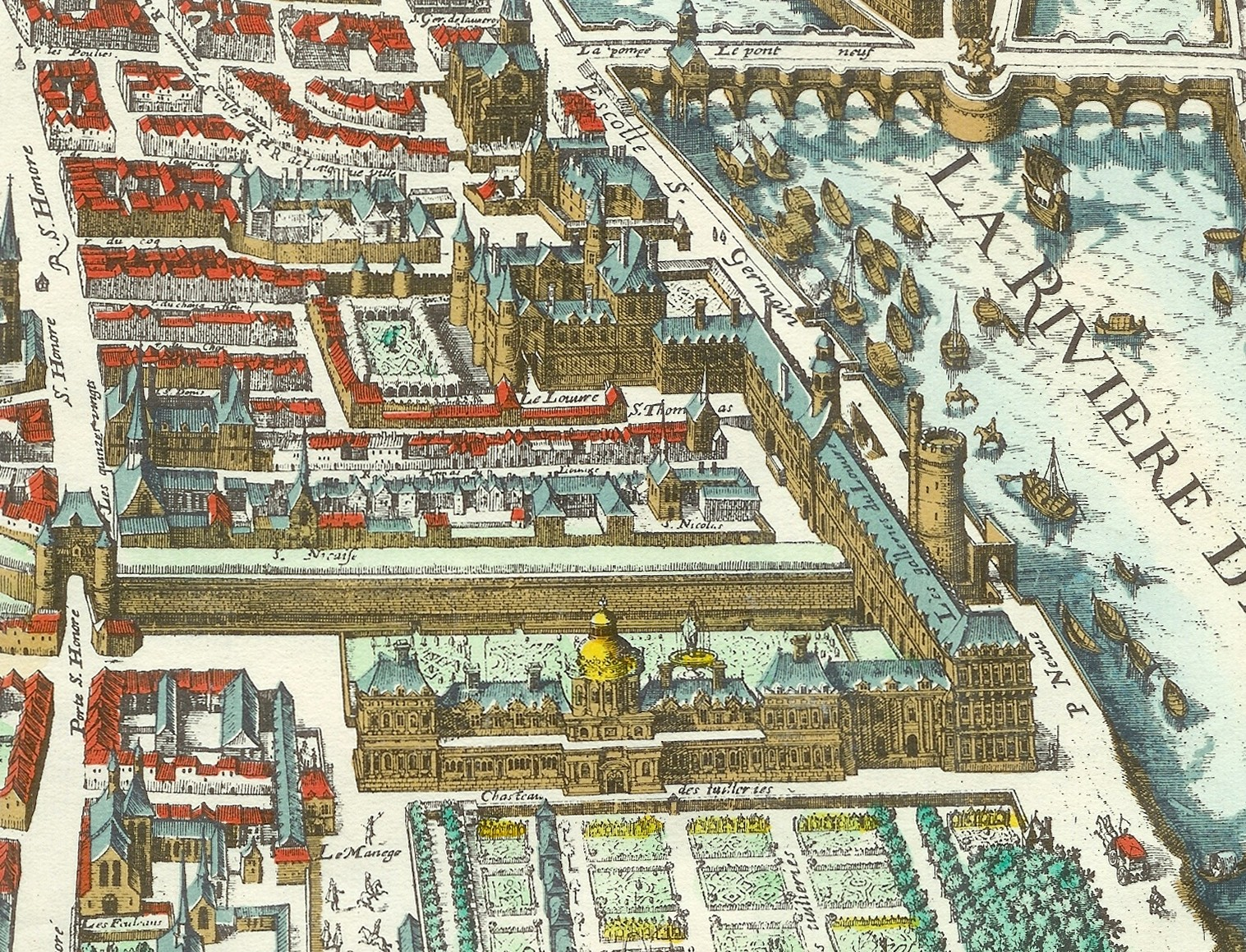
Лувр та палац Тюїльрі на (1615)

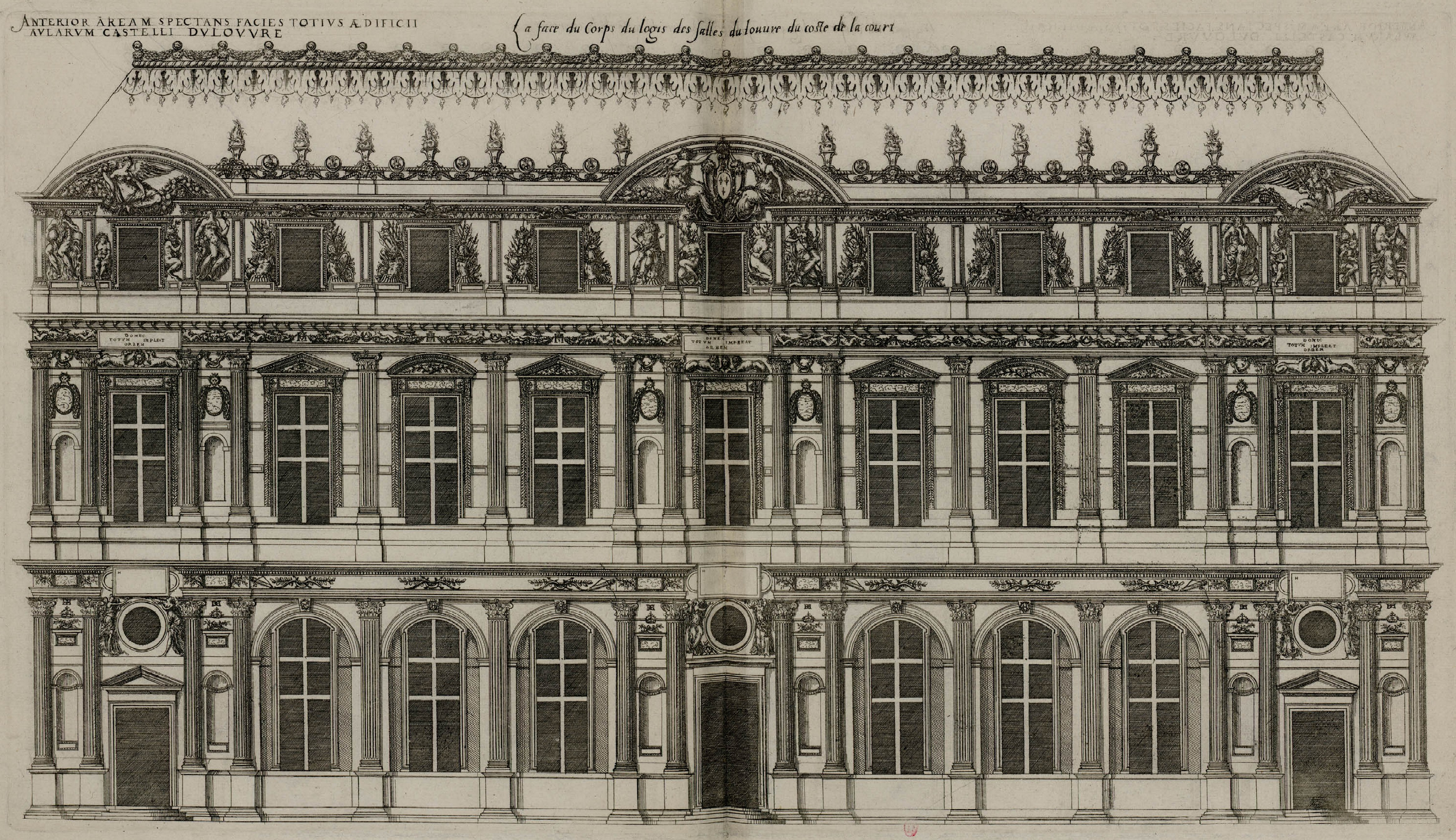
«Західний фасад» Квадратного двора Луврського палацу. Архітектор П. Леско. 1546—1549. Офорт Ж.-А. Дюсерсо з видання Le premier volume des plus excellents bastiments de France. 1579

У XIV столітті, за Карла V, у зв'язку з розширенням Парижа побудовано нові фортечні стіни, що охопили більшу територію, і Лувр частково втратив колишнє оборонне значення. Карл V переніс свою резиденцію з палацу на острові Сіте у Лувр. Колишню фортецю пристосували під апартаменти короля — з'явилися житловий корпус, парадні сходи, в будівлі прорубано вікна, дах покрився пічними трубами та пінаклями; зі старого королівського палацу в Лувр перенесено бібліотеку з 973 книг — величезне для свого часу зібрання. Хороше уявлення про зовнішній вигляд Лувру на той час дає гравюра в «Розкішному часослові герцога Беррійського».

### Лувр в епоху Відродження
Після Карла V французькі королі вважали за краще жити в замках Луари. Лише 1546 року Франциск I вирішив зробити Лувр своєю головною резиденцією в Парижі. Він наказав знести донжон і доручив архітектору П'єру Леско і скульптору Жану Гужону будівництво сучасного палацу в дусі епохи французького Ренесансу. Роботи розпочато незадовго до його смерті. За його сина, Генріха II будівництво продовжено. Крило Леско (так званий «Західний фасад» Лувру), розташоване в південно-західній частині Квадратного двора, ліворуч від виходу з нього у двір Наполеона. Це найдавніша зі збережених частин Лувру. Завдяки благородству пропорцій, своєрідному застосуванню класичного ордера, суворій урівноваженості горизонтальних та вертикальних членувань, багатству та вишуканості скульптурного декору крило Леско визнано шедевром архітектури французького Ренесансу. Центральну частину крила акцентовано парадним оформленням входу та напівкруглим фронтоном.
Від 1564 року королева Катерина Медічі розпочала будівництво поряд із Лувром нового палацу — палацу Тюїльрі.

### Генріх IV та Лувр, народження Великого проєкту
Ставши королем 1589 року, Генріх IV почав реалізацію «Великого проєкту», який включав видалення залишків середньовічної фортеці для збільшення внутрішнього двора і з'єднання палаців Тюїльрі й Лувру. Палаци з'єднали за допомогою Великої галереї за проєктом архітекторів Жака Андруе та Луї Метезо. Нижній поверх Великої галереї спочатку займали крамниці та майстерні, при кардиналі Рішельє в будівлі розмістили монетний двір та друкарню.У XVII столітті одна з луврських галерей стала притулком для майстрів, які не входили до професійних цехів.
Із королівського указу 1607 року:
«Ми веліли облаштувати будівлю так, щоб у ній могли зручно селитися найкращі ремісники і майстри, і могли б займатися як живописом, ліпленням, виготовленням золотих і срібних виробів, виробництвом годинників, шліфуванням коштовних каменів, так і різними іншими мистецтвами, працюючи як для нашого двору, так і для наших підданих…».
В указі наступного року згадано також майстрів, які виготовляли холодну зброю, столярні вироби, парфуми, труби для фонтанів, фізичні інструменти, килими та східні вироби. Тим, що вони жили в Луврі, всі вони звільнялися від нагляду цехів і перебували під заступництвом короля. Ніхто не міг їм перешкоджати працювати на публіку та брати до себе учнів, і, пропри протести цехів, вони спокійно виробляли та збували свої товари. Цехові майстри мусили обмежитися заявою, що жоден порядний майстер у Луврі працювати не стане, на що ніхто, звичайно, не зважав.

### Правління Людовика XIII (1610—1643)
Із зібрання окремих, незалежних один від одного майстрів Луврська галерея поступово перетворилася на велику, засновану на поділі праці мануфактуру, яка виробляла предмети розкоші. У Луврській галереї могли займатися промислами особи будь-якої національності; публіка, що гуляла цією галереєю завдовжки 210 метрів, зустрічала багато італійців і фламандців на порозі їхніх майстерень. На вивісках було зображено імена голландських гранильників та виробників турецьких килимів.
У 1620-х роках, за Людовика XIII, за проєктом Жака Лемерсьє зведено центральний павільйон майбутнього Квадратного двора з трьома арковими проходами (павільйон Годинника), а на північ від нього побудовано репліку павільйону Леско. До цього часу Квадратний двір визнано занадто тісним, і Лемерсьє планував збільшити його площу вчетверо. Реалізувати цей задум удалося лише за наступного короля, Людовика XIV.

### Лувр за часів Людовика XIV
Визначною пам'яткою архітектури та декоративного мистецтва епохи «великого стилю» правління Людовика XIV є галерея Аполлона (нині перший поверх крила «Денон»). За Генріха IV галерею називали «маленькою», але «Король-сонце» задумав улаштовувати тут пишні прийоми. Пожежа 1661 року на початку його правління сплутала плани і знищила історичні інтер'єри. Реконструкцію галереї, названої на честь короля (Аполлон — бог Сонця, уособлення Людовика XIV), довірили архітектору Луї Лево та першому живописцю короля Шарлю Лебрену, який вибрав основною темою ліпного та мальовничого декору міф про Аполлона. Оформлення галереї довжиною 61 метр, особливо декор склепіння, вирізняється справді бароковою пишністю: рельєфи, скульптури, картини, розписи, позолота.
Галерею Аполлона іноді називають прообразом майбутньої Дзеркальної галереї у Версалі, в якій культ короля досягне апогею. Галереї справді схожі. Але не всі ескізи Лебрена вдалося втілити в XVII столітті. Декоративні роботи в Луврі розтяглися на два століття. Закінчували їх 1851 року. Архітектор Фелікс Дюбан дотримувався креслень Лево, а живописець Ежен Делакруа 1853 року завершив розписи центральної частини склепіння, порожньої з часів Лебрена. У галереї Аполлона традиційно експонують коштовності та твори декоративно-ужиткового мистецтва епохи «Короля-Сонця».
У другій половині 1660-х король Людовик XIV вирішив перебудувати східну частину Луврського палацу. Від січня 1664 року «сюрінтендантом королівських будівель» (фр. surintendant Bâtiments du Roi) був усесильний міністр фінансів Ж.-Б. Кольбер. За його рішенням у комісію з проєктування східного фасаду Лувру увійшли архітектори Луї Лево, Шарль Лебрен, Франсуа д'Орбе та Клод Перро. Найпевніш, Перро взяв на себе в цьому проєкті інженерно-технічні проблеми, але вони на той час були головними і тому згодом східний фасад, що замкнув Квадратний двір, Лувру отримав його ім'я: «Колонада Клода Перро».
Східний фасад Лувру — шедевр французької архітектури XVII століття. Нині, розглядаючи досконалу кам'яну кладку, витончене різьблення капітелей, не віриться, що це твір початкової стадії західноєвропейського класицизму. Перро винайшов особливу техніку кладки тесаного каменю без розчину, яка створює враження винятково гладкої площини стіни. Зведення Колонади належить до епохи «великого стилю», що поєднує елементи французького класицизму та італійського бароко. Проте барочності в цій композиції небагато. Почасти це пов'язано з умисним протиставленням нової французької моделі застарілій італійській. У квітні 1665 року до Парижа прибув геній архітектури бароко Дж. Л. Берніні і привіз на прохання короля власний проєкт (у кількох варіантах). Але його відкинули (король запрошував до участі в конкурсі також К. Райнальді та П'єтро да Кортону). За однією з версій, французам ближчим виявився класицизм, ніж пишне та помпезне італійське бароко. За іншою версією, Ж.-Б. Кольбер, який керував конкурсом, наполіг на дешевшому, ніж бароковий варіант Берніні, класицистичному проєкті (а різницю в коштах вирішив присвоїти).
У проекті Лево, Д'Орбе і Перро потужну колонаду «великого ордера» (висотою на два поверхи) із здвоєних канельованих колон (що надає будівлі деякої барочності) коринфського ордера встановлено на першому, цокольному поверсі гладкої кладки з майже білого арденського вапняку з подовженими «французькими вікнами». Колонада другого та третього поверхів утворює типово італійську лоджію. Весь фасад значної протяжності (173 м) завдяки точно знайденим пропорціям і ритму здвоєних колон, уміло «розбитому» трьома ризалітами: центральним (з трикутним фронтоном) і двома бічними, оформленими півколонами та пілястрами, справляє враження справжньої величі. Центральна проїзна арка фасаду відкриває перспективу двох внутрішніх дворів палацу, ніби нанизаних на одну вісь.
Будівництво тривало в 1668—1680 роках. Однак Людовик XIV вже охолов щодо Парижа, і 1680 року, незабаром після завершення будівництва Східної колонади, королівський двір остаточно переїхав у Версаль. Велику реконструкцію було припинено. За потужна колонада східного фасаду приховувала незавершені будівлі внутрішнього двора, роботи зі зведення яких завершено лише в XIX столітті.
За півстоліття після заснування Луврської галереї кількість майстрів, що там жили, значно зросла, утворилися майстерні — шпалерні, збройові, ювелірні та меблеві. Однією з майстерень керував знаменитий майстер-мебляр Андре-Шарль Буль. У його майстерні було 18 верстатів для створення інтарсій, два столярні верстати; також там працювали пилярі, бронзувальники та меблярі. Разом із Булем за перебігом робіт наглядали його чотири сини. Майстерня А.-Ш. Буля була мануфактурою, що виготовляла меблі різних типів з інкрустаціями червоного та чорного дерева, перламутру, панцира черепахи, з накладками із позолоченої бронзи. Там же робили корпуси годинників, столи, бюро, книжкові шафи з дзеркальним склом, люстри, прес-пап'є, комоди з бронзовими прикрасами тощо.

## Лувр нині
У Луврському палаці містяться:
- Музей Лувр;

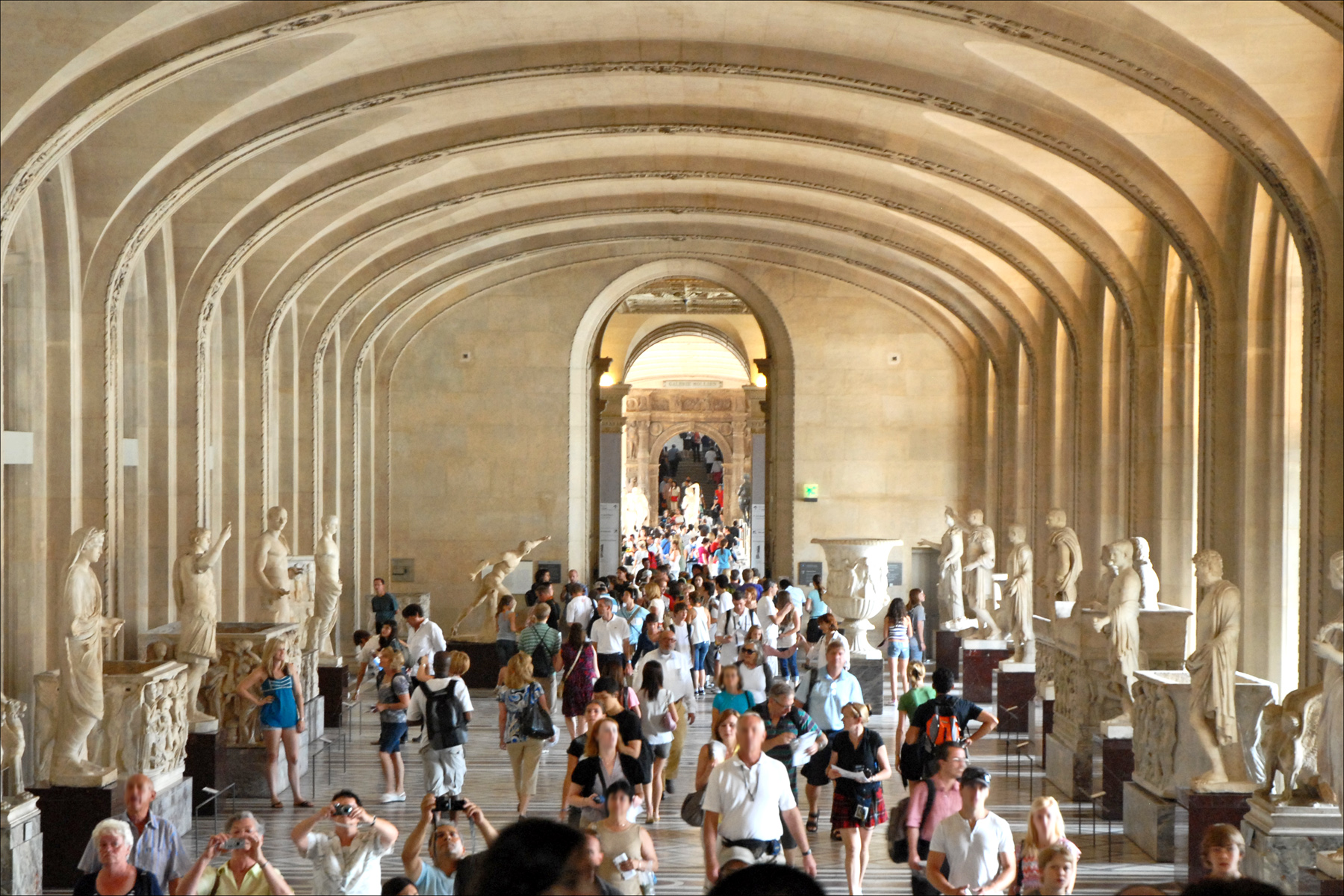
Одна із зал музею

- Центральна рада декоративно-ужиткових мистецтв[fr] (фр. l’Union centrale des arts décoratifs (UCAD)) та її колекції[fr] (ужиткове мистецтво, мода та текстиль, рекламне мистецтво), а також її бібліотека[fr] та гуртки для дітей і дорослих у частині палацу під назвою Карусель;
- Вища школа Лувру[fr] (входи Rohan та Flore);
- Центр досліджень та реставрації музеїв Франції[fr] (фр. Centre de recherche et de restauration des musées de France (C2RMF)): лабораторія в Каруселі та гуртки для дорослих у залах Флори;
- Торгова частина Луврської Каруселі[fr] (фр. Carrousel du Louvre): 16 000 м², понад 50 магазинів;
- Виставкові зали в Луврській Каруселі: 7100 м², 4 зали для престижних зібрань.

## Колонада Лувру

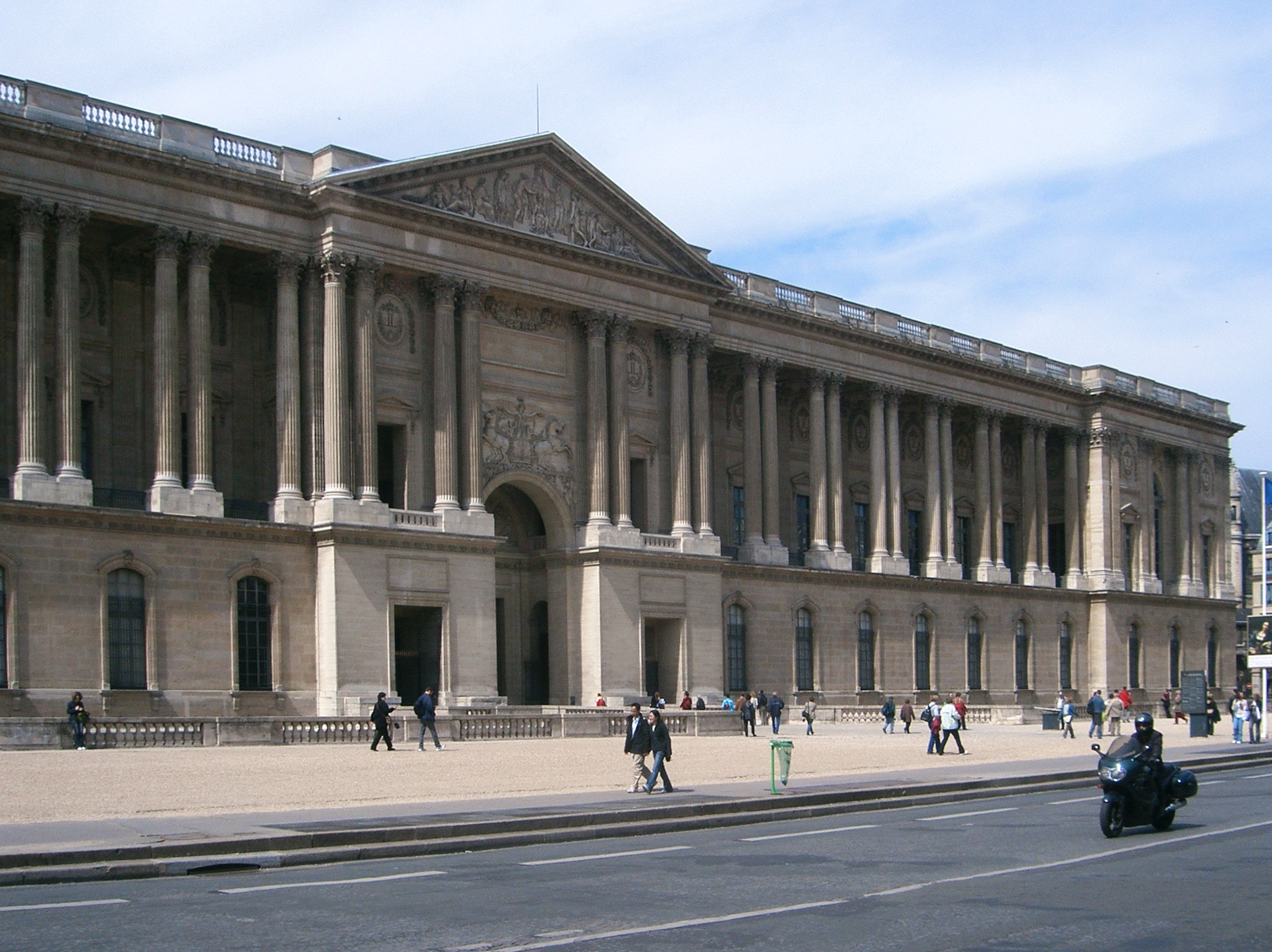
Колонада Луврського палацу

Колонада Лувру — східний фасад королівського палацу Лувр у Парижі, що виходить на площу Лувру.
Спорудив у 1667—1673 роках архітектор Клод Перро, брат відомого казкаря, на основі первісного проєкту Луї Лево. Довжина колонади 170 метрів. Її вважають шедевром французького класицизму.

## Південний фасад Лувру
На кресленні наведено проєкт надбудови південного фасаду Лувру (з боку Сени) поверх наявного південного фасаду архітектора Луї Лево.

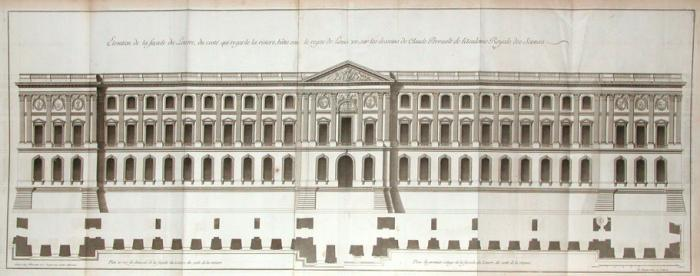
Гравюра Жана Марієтта за малюнком Клода Перро, з книги Architecture françoise ou recueil des maisons royalles, de quelques églises de Paris et de châteaux et maisons de plaisance de France bâties nouvellement (1783)